# Gadget e Gadgettini
Gadget e Gadgettini (Gadget and the Gadgetinis) è una serie televisiva a cartoni animati franco-americana prodotta da SIP Animation, Fox Kids Europe e DiC Entertainment in collaborazione con la rete francese M6-Metropole Television, l'inglese Channel 5 e l'italiano Mediatrade S.P.A. prodotta dal 2002 al 2003 e composta da 52 episodi. È un seguito e spin-off della classica serie L'ispettore Gadget, prodotta da DiC Entertainment. Viene trasmessa in Italia per la prima volta su Italia 1 dal 27 aprile 2009, tutti i giorni dal lunedì al venerdì, fino al 12 giugno 2009. È poi passata su Hiro, dal 28 novembre 2009, dove sono andati in onda anche i quattro episodi saltati su Italia 1, e dal 7 gennaio 2014 è tornata prima nella mattinata e poi a rotazione continua nella notte di Boing fino al luglio del 2015.
Da notare la sostituzione, rispetto alla serie "originale", del cane Bravo con Fidget e Didget, robottini al servizio di Gadget. La sigla italiana della serie, Gadget e i Gadgettini, scritta da Alessandra Valeri Manera e composta da Max Longhi e Giorgio Vanni, è cantata in coppia da Cristina D'Avena e Giorgio Vanni.

## Personaggi principali
- Tenente Gadget: protagonista della serie non chiamato più ispettore ma tenente della “WOMP” (World Organization of Mega Powers).
- Figet: robot arancione, ha l'abitudine di lamentarsi come se fosse un umano: pelle d'oca, mal di stomaco, fame, sono sempre fra i suoi pensieri; battibecca ogni volta col suo compagno Diget.
- Diget: robot blu, si impegna a tenere sempre il suo compagno Figet coi piedi per terra, ricordandogli che loro sono dei robot.
- Penny: nipote di Gadget, ora adolescente, come sempre mette le sue capacità informatiche al servizio, inconsapevole, dello zio. Si occupa anche di dare sostegno ai due robot, detti gadgettini, coordinando le loro azioni e talvolta, quando sono danneggiati, guidandoli a distanza, lei è la vera responsabile del fallimento dei piani del malvagio dottor Artiglio.
- Dottor Artiglio: il misterioso nemico principale del Tenente Gadget, e capo dell'agenzia MAD.
- Colonnello Renault: di grado superiore a Gadget, gli affida ogni volta le missioni; sempre a lui Gadget fa rapporto al termine delle stesse. Del suo passato sappiamo che ha militato a lungo nella legione straniera, guadagnandosi delle onorificenze[5]. Del suo presente sappiamo che è molto sfortunato: proprio nessuno riesce a chiamarlo per nome, storpiato ogni volta in Peugeot. Il suo rapporto con Gadget è assai conflittuale: ad ogni colloquio finisce che i gadget di Gadget facciano qualcosa di imprevisto, distruggendogli l'ufficio o cose simili.
- Generale Signore: di grado superiore a Renault.

## Personaggi secondari
- Bravo: è il cane intelligente di Penny; si è ritirato e adesso vive in una casa vicino al lago. Nei titoli di coda francesi appare in una sequenza tipo storyboard insieme a Penny: la ragazza esce di casa volando sulla sua bici, passa in mezzo ai gadgettini che giocano a palla, attraversa la città e si precipita da Bravo, che appena la vede, smette di pescare e corre ad abbracciarla; quasi fosse il vero finale di ogni puntata. Appare attivamente in un solo episodio, il 10 della seconda stagione: "Che fine ha fatto il tenente?" (No Brainer): Gadget viene rapito, i gadgettini sono smarriti, così Penny è costretta a richiamare Bravo in servizio. Ma il ritiro di Bravo era dovuto al grande accumulo di stress, che gli ha provocato una fobia dei gadget, tale che non può neppure sentire la parola. Un bel problema, dovendo aiutare col suo fiuto inimitabile i gadgettini; lo supera grazie all'amore per la sua padroncina, che per l'occasione gli affida un nuovo collare trasmettitore e doppiatore, per parlare meglio il linguaggio degli uomini.
- Quimby: ex commissario di polizia, ora Quimby lavora come capo spia al servizio del Generale Signore. Appare attivamente nell'episodio 19 della seconda stagione "Generale Gadget" (Super Boss Gadget): il Generale Signore è in ospedale, il colonnello Renault in missione, rimane solo Gadget a guidare l'agenzia; ma il MAD non rimane con le mani in mano, e Quimby ritorna in servizio per dare il suo contributo.

## Doppiaggio
| Nome del personaggio | Doppiatore originale | Doppiatore italiano |
| -------------------- | -------------------- | ------------------- |
| Gadget               | Maurice LaMarche     | Giorgio Melazzi     |
| Figet                | Maurice LaMarche     | Giorgio Melazzi     |
| Diget                | Maurice LaMarche     | Giorgio Melazzi     |
| Penny                | Tegan Moss           | Elisabetta Spinelli |
| Boss Artiglio        | Brian Drummond       | Antonio Paiola      |
| Colonnello Renò      | Colin Murdock        | Mario Zucca         |
| Generale Signore     | Alvin Sanders        | Federico Danti      |

## Episodi

### Stagione 1
1. Gli alieni (Don't Call Me Gadget!)
2. La vacanza del generale (Looming Las Vegas)
3. Missione nella giungla (Claw's collection)
4. Ciak, si gira! (Gadget Goes on Location)
5. L'acqua miracolosa (Nice Guys Are Finished)
6. La clonazione (One Too Many Gadgets)
7. La festa di Halloween (Trick or Trap)
8. Le api killer (Attack of The Killer Bees)
9. Torneo di lotta (Wrestle in Peace)
10. Il ladro di monumenti (Gropher Broke)
11. Furti misteriosi a Londra (The Wuzzley Affair)
12. Il camaleonte (Face To Face To Face)
13. I fantasmi non esistono (No Such Thing As Ghosts)
14. Gadgetville (High Noon)
15. Caccia grossa (Sasquatch Watch)
16. L'istinto animale (In Touch With Your Animal Side)
17. Un giorno di vacanza (Nosehair's Day Off)
18. Un incarico importante (The General's Daughter)
19. L'isola poco piacevole (Unpleasant Island)
20. Lei è licenziato! (Help Wanted)
21. L'arma più potente (The Ultimate Weapon)
22. La macchina della fantasia (Reality Bites)
23. Una vacanza ipnotica (The Weather Machine)
24. Weekend al mare (Weekend At The Beach)
25. L'Agente X (Prison Cruise)
26. Follia artica (Ice Folly)

### Stagione 2
1. Invenzioni utili (Unseen Of the Crime)
2. Benefattore o criminale (Total Reclaw)
3. La conferenza sulla pace (World's Nicest Dictator)
4. Il cane di talento (Roverre)
5. Shopping a Hong Kong (Bye Bye Business)
6. Missione subacquea (Sub-Mission)
7. La grande muraglia (Great Wall Of Oblivia)
8. Avventura da videogame (MADster Game)
9. Babbo Natale è scomparso (Santa Claws)
10. Che fine ha fatto il tenente? (No Brainer)
11. Super GG (Meet Super GG)
12. Missione estrema (Extreme Gadget)
13. Missione in Scozia (McIntosh's Bagpipes)
14. Gara di giardinaggio (The Patrix)
15. Furto di cervelli (Swap Team)
16. Il grande chef (Super Gadget Chef)
17. La legione straniera (Foreign Legion Gadget)
18. Il tocco di Mida (Solid Gold Gadget)
19. Generale Gadget (Super Boss Gadget)
20. Viaggio nel passato (Erasing Gadget)
21. Il concerto rock (Rock'n Gadget)
22. Gita cerebrale (Gadget On The Brain)
23. Viaggio Azteco (The Lost City of Gold)
24. Operazione prendere Gadget (Operation Get Gadget)
25. Il nipotino (Claw's Nephew)
26. La cometa e l'unicorno (The Comet, The Unicorn And The Bad Gadgetinis)